# Michnowka (obwód smoleński)
Michnowka (ros. Михновка) – wieś (ros. деревня, trb. dieriewnia) w zachodniej Rosji, centrum administracyjne osiedla wiejskiego Michnowskoje rejonu smoleńskiego w obwodzie smoleńskim.

## Geografia
Miejscowość położona jest nad jeziorem Aleksandrowskoje, przy drodze federalnej R135 (Smoleńsk – Krasnyj – Gusino), 3 km od drogi federalnej R120 (Orzeł – Briańsk – Smoleńsk – Witebsk), 12 km od drogi magistralnej M1 «Białoruś», 6 km od Smoleńska, 3,5 km od najbliższego przystanku kolejowego (Dacznaja I).
W granicach miejscowości znajdują się ulice: Chwojnaja, Krasninskaja, Lesnaja, Nowaja, Mira, Mołodiożnaja, Oziornaja, 1-yj Oziornyj pierieułok, 2-oj Oziornyj pierieułok, 3-ij Oziornyj pierieułok, Rożdiestwienskaja, Sadowaja, 1-yj Sadowyj pierieułok, 2-oj Sadowyj pierieułok, 3-ij Sadowyj pierieułok, Siewiernaja, Sołniecznaja, Sołniecznyj pierieułok, Lesnoj pierieułok, Zielonyj pierieułok.

## Demografia
W 2010 r. miejscowość zamieszkiwały 592 osoby.